# Xiangtan
Xiangtan (chiń. 湘潭; pinyin Xiāngtán) – miasto o statusie prefektury miejskiej w środkowych Chinach, w prowincji Hunan, port nad rzeką Xiang Jiang. W 2010 roku liczba mieszkańców miasta wynosiła 668 990. Prefektura miejska w 1999 roku liczyła 2 804 520 mieszkańców. Ośrodek hutnictwa żelaza i stali oraz przemysłu maszynowego, metalowego, elektrotechnicznego, taboru kolejowego, chemicznego, włókienniczego i spożywczego. Stolica rzymskokatolickiej prefektury apostolskiej Xiangtan. Urodziła się tutaj liderka rankingu deblistek Peng Shuai.